# Nelson Vásquez
Nelson Gastón Vásquez Palma (* 10. November 1948 in Valparaíso) ist ein ehemaliger chilenischer Fußballspieler. Der Mittelfeldspieler absolvierte acht Länderspiele für Chile.

## Karriere

### Verein
Nelson Vásquez, auch Cañón genannt, begann seine Karriere in Jugendmannschaften der lokalen Vereine Chile Wanderers und Unión Edwards. 1963 wechselte der Mittelfeldspieler in die Jugend von Everton und debütierte 1966 in der Profimannschaft des Klubs. 1969 spielte er auf Leihbasis in der Segunda División bei Naval. 1972 schloss sich Vásquez Deportes Concepción an und lief bis 1980 noch für den CD Palestino, Coquimbo Unido und Green Cross Temuco auf. Das letzte Karrierejahr verbrachte er bei Deportes Antofagasta. Größter Erfolg seiner Karriere war der Gewinn der Copa Chile 1975.

### Nationalmannschaft
Nelson Vásquez debütierte im Juli 1971 unter dem Trainerduo Luis Vera/Raúl Pino beim Freundschaftsspiel gegen Paraguay, als er für Alberto Fouillioux eingewechselt wurde. Bis Juli 1973 absolvierte der Mittelfeldspieler acht Spiele für Chile, in denen er zwei Tore erzielte. Das letzte Spiel bestritt Vásquez gegen Bolivien in der Copa Leoncio Provoste. Seine beiden Tore erzielte Cañón jeweils als Einwechselspieler beim 2:2-Unentschieden in der Copa Carlos Dittborn 1971 gegen Argentinien und beim 5:0-Erfolg in der Copa Juan Pinto Durán 1971 gegen Uruguay.

## Erfolge
Palestino
- Copa Chile: 1975